# 科伦巴塔伊
科伦巴塔伊是巴西圣保罗州的一个市镇。总面积278.143平方公里，总人口3935人，人口密度14.1人/平方公里。